# Cox Enterprises
Cox Enterprises, Inc. — частный американский конгломерат со штаб-квартирой в Атланте. Его основными операционными дочерними компаниями являются Cox Communications и Cox Automotive.

## История

### Основание
Компания была основана Джеймсом Коксом в Дейтоне, штат Огайо, который купил газету «Dayton Daily News» в 1898 году. Кокс стал членом делегации Огайо в Палате представителей США, а затем губернатором штата Огайо и кандидатом от Демократической партии в президенты на выборах 1920 года..

### Телекоммуникации
Спустя годы по настоянию сына губернатора Кокса, Джеймса Макмэхона Кокса-младшего, Кокс занялся радиобизнесом, начав с запуска WHIO в Дейтоне в 1935 году. Губернатор Кокс приобрел журнал «Atlanta Journal» в 1939 году, а также радиостанцию WSB. 29 сентября 1948 года телеканал Кокса WSB-TV, позже названный «Глазами Юга», провел первую телевизионную передачу в Атланте. Вскоре последовало WHIO-TV в долине Майами в штате Огайо, первая трансляция которого состоялась 23 февраля 1949 года..
В 1950 году губернатор Кокс приобрел «The Atlanta Constitution», а в 1962 году его сын купил три системы кабельного телевидения в центральной Пенсильвании с общим числом подписчиков 11 800. В 1964 шлжу вещательный и кабельный бизнес был объединён в публичную корпорацию Cox Broadcasting Corporation (CBC), хотя газетный бизнес оставался независимым как Cox Enterprises. По мере расширения кабельного бизнеса он в конечном итоге был объединен и выделен в новую частную компанию Cox Cable Communications (CCC) в 1968 году, которая быстро стала второй по величине оператором кабельного телевидения. После смерти Джима Кокса-младшего в 1974 году он оставил своим сестрам Энн Кокс Чемберс и Барбаре Кокс контроль над 95 % частной компании.
В 1982 году CBC перенесла свою штаб-квартиру в район Атланты и сменила название на Cox Communications, Inc. В конечном итоге компания была объединена в Cox Enterprises. В 1988 году тогдашний исполнительный вице-президент Джим Кеннеди, внук губернатора Кокса, был назначен генеральным директором и председателем правления Cox Enterprises.
В 1986 году Cox Enterprises запустила новую дочернюю компанию Cox Video, по производству программ для видеокассет.
В последующие десятилетия Cox сделала новаторские инвестиции и стала первой компанией, объединившей телефон, высокоскоростной Интернет и цифровое кабельное телевидение в единую широкополосную сеть..

### Автомобили
В 1965 году был куплен автомобильный журнал Black Book, 3 года спустя — автоаукцион Manheim. В 1980-х годах Manheim приобрела свой первый аукцион за пределами США в Торонто, Канада, что сделало Cox международной компанией. В 1999 году был основан Autotrader.com. В 2014 году Cox Enterprises объединила свои активы в этйо сфере (в которые к тому времени входили vAuto и NextGear Capital), под названием Cox Automotive.

## Подразделения

### Cox Communications
Cox Communications является третьим по величине кабельным оператором США, обслуживающим около 6 млн частных домов и предприятий. Предоставляет расширенные услуги цифрового видео, Интернета, телефонной связи и домашней безопасности и автоматизации через собственную общенациональную IP-сеть..

### Cox Automotive
Cox Automotive — поставщик услуг по ремаркетингу, цифровому маркетингу и программному обеспечению для автомобильных дилеров и потребителей. Используются бренды Manheim, Clutch Technologies, Dealer-Auction Ltd, AutoTrader, Kelley Blue Book, vAuto, Dealer.com, Dealertrack, NextGear Capital, Xtime, Vinsolutions.

### Cox Media Group
Cox Media Group (CMG) — интегрированная компания в области вещания, издательского дела, прямого маркетинга и цифровых медиа..
В 2019 году было достигнуто соглашение с Apollo Global Management о продаже контрольного пакета акций вещательных станций, включая радио-, газетные и телевизионные объекты компании в Огайо, а также местного рекламного филиала OTT Gamut.. 10 февраля 2020 года Cox Enterprises выкупила проданные газеты из Огайо, когда Федеральная комиссия по связи потребовала от Apollo сократить выпуск ежедневных газет до трехдневного выпуска или продать их. При новом владельцы газеты продолжили выходить ежедневно.
Помимо медиа-агентства Ideabar, Atlanta Journal-Constitution осталось частью Cox Enterprises.

## Cox Conserves
Cox Conserves — национальная программа по устойчивому развитию, сфокусированная на альтернативной энергетике, инвестициях в сообщества, энергосбережении, перенаправлении отходов, переработке и сохранении воды.
С момента своего запуска в 2007 году было инвестировано более 120 млн долл. долларов в более чем 400 проектов.

## Инвестиции
В сентябре 2019 года подразделение мобильности Cox Automotive заключило соглашение об инвестициях в 350 млн долл. в разработчика электрических грузовиков класса люкс Rivian.
В августе 2022 года был куплен оценённый в 525 млн долл. Axios (сайт)/Axios Media, сумма сделки в несколько раз превышает ежегодную выручку Axios. У основателей Axios Майка Аллена, Джима Вандехея и Роя Шварца останутся доли в компании, они продолжат отвечать за редакционную политику и повседневную деятельность издания. В 2020 году Axios начал развивать сеть локальных подразделений, в то время как Cox тоже был заинтересован в развитии региональных изданий.